# جرذ الأرز الإيمونزي
جرذ الأرز الإيمونزي (الاسم العلمي: Oryzomys emmonsae) (بالإنجليزية: Emmons’ Oryzomys)‏ هو نوع من الحيوانات يتبع جنس جرذ الأرز من الفصيلة القدادية.